# Assemblée populaire nationale (Algérie)
Pour les autres articles nationaux ou selon les autres juridictions, voir Assemblée populaire nationale.
Pour les autres articles nationaux ou selon les autres juridictions, voir Assemblée nationale.
Pour les articles homonymes, voir APN.
IXe législature
Assemblée nationale constituante
Siège de l'Assemblée populaire nationale
L'Assemblée populaire nationale — abregé en APN — (en arabe : المجلس الشعبي الوطني (Al-Majlis Al-Chaabi Al-Watani) ; en berbère : ⴰⵙⵇⴰⵎⵓ ⴰⵖⴻⵔⴼⴰⵏ ⴰⵖⴻⵍⵏⴰⵡ (Asqamu Aɣerfan Aɣelnaw)) est la chambre basse du Parlement algérien. Son rôle est de débattre, de proposer, d'amender et de voter la loi, et de contrôler l'action du gouvernement.
Depuis 2021, l'Assemblée populaire nationale compte 407 membres, appelés « députés », élus au suffrage universel direct pour une durée de cinq ans. Elle siège dans l'édifice homonyme au 18 Boulevard Zighoud-Youcef à Alger.

## Siège
L'Assemblée populaire nationale siège au 18 boulevard Zighoud Youcef à Alger, dans l'immeuble de style art déco conçu par les frères Niermans et l'architecte Jean-Louis Ferlié dans les années 1930. Inauguré en 1951, il est l'hôtel de ville d'Alger jusqu'à la fin de la colonisation française en 1962.

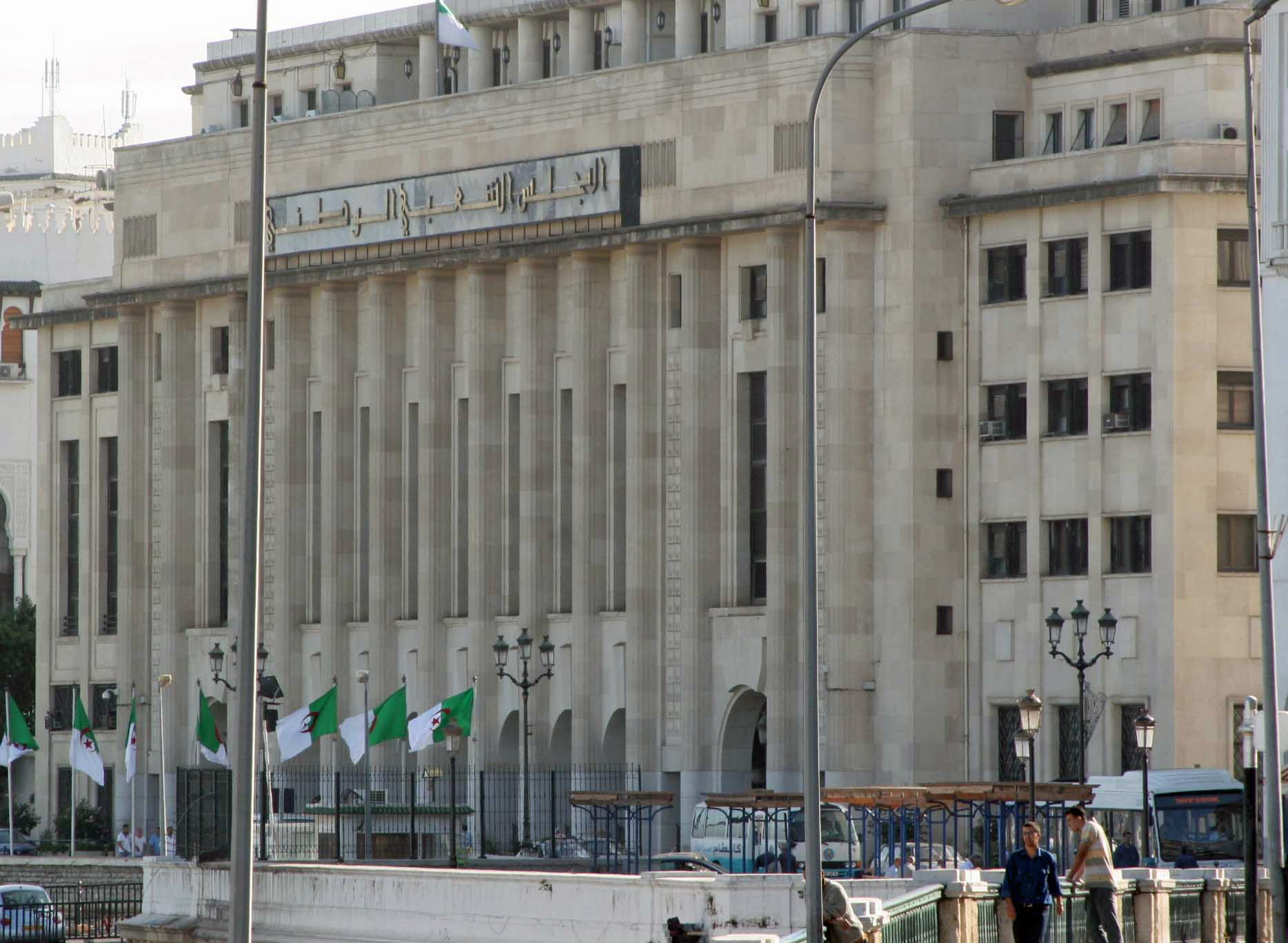

## Rôle

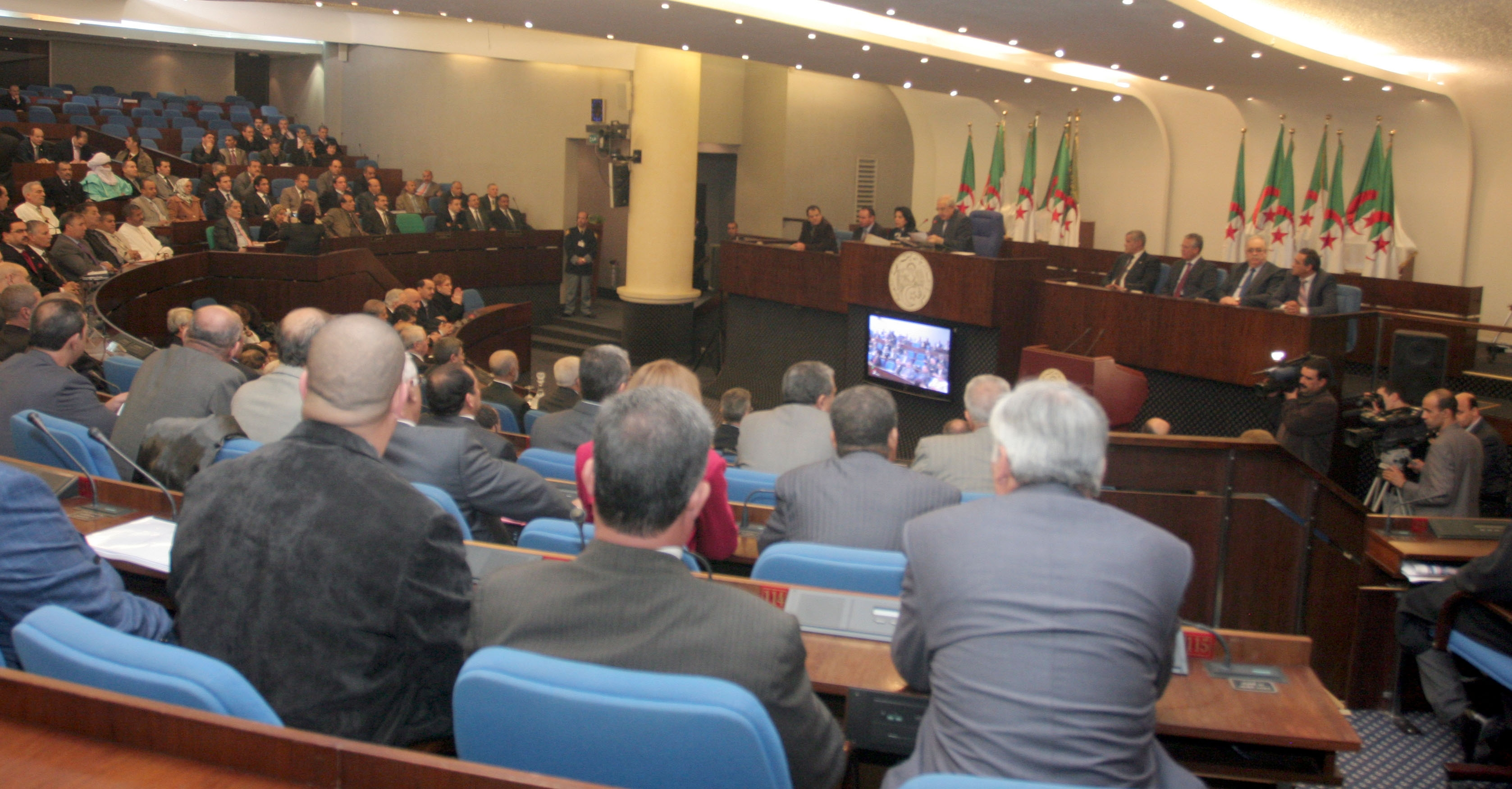
Séance de l'APN

L'Assemblée populaire nationale est une institution principale de la République et forme, avec le Conseil de la nation une des chambres du Parlement algérien. À ce titre, elle vote la loi, contrôle l'action du gouvernement et évalue les politiques publiques. 
Ses pouvoirs sont fixés par la Constitution algérienne de 1996.

## Dissolution
Le président de la République peut dissoudre l'Assemblée populaire nationale, et le seul habilité à le faire. Selon l'article 151 de la Constitution, le président de la République peut décider de la dissolution de l'Assemblée populaire nationale ou d'élections législatives anticipées, après consultations du président du Conseil de la nation, du président de l'APN, du président du Conseil constitutionnel et du Premier ministre.
Le 4 janvier 1992, Chadli Bendjedid dissout l'APN alors présidée par Abdelaziz Belkhadem à la suite de la crise politique ayant provoqué l'interruption du processus électoral.
Le 18 février 2021, Abdelmadjid Tebboune annonce la dissolution de l'APN, officialisée par un décret prononçant la dissolution à partir du 1er mars. Des élections législatives anticipées se sont déroulées le 12 juin.

## Système électoral
L'Assemblée populaire nationale est composée de 407 sièges pourvus au scrutin proportionnel plurinominal dans 59 circonscriptions correspondant aux 58 wilayas (préfectures) du pays plus une circonscription représentant la « communauté nationale à l'étranger ». Chaque circonscription se voit attribuer un nombre de sièges en fonction de sa population : un siège par tranche de 120 000 habitants, plus un siège pour une éventuelle tranche restante de 60 000 habitants, avec un minimum de trois sièges par circonscription. Les listes sont ouvertes, avec vote préférentiel, sans panachage, et un seuil électoral de 5 % des suffrages exprimés dans la circonscription. Après décompte des suffrages, la répartition des sièges se fait selon la méthode dite « du plus fort reste ».
Seuls peuvent participer les partis ayant recueilli au moins 4 % des suffrages exprimés aux précédentes élections, ou réuni les signatures de parrainages de 250 citoyens dans chacune des circonscriptions dans laquelle un de leurs candidats se présente. Les listes ouvertes et le seuil électoral sont introduits par la loi électorale de 2021, celles-ci étant auparavant fermées, sans vote préférentiel et sans seuil électoral. Un décret présidentiel signé en mars 2021 a également conduit à une réduction du nombre de sièges à 407— contre 462 auparavant — en modifiant la clé de répartition en fonction de la population. Les précédentes élections étaient en effet organisées depuis 2012 avec un siège par tranche de 80 000 habitants, plus un siège pour une éventuelle tranche restante de 40 000 habitants, pour un minimum de quatre sièges par circonscription.

### Répartition
| Circonscriptions | Circonscriptions | Sièges  | Sièges |  |
| Nom | Nombre           | Chacune | Total  |  |
| --- | ---------------- | ------- | ------ |  |
| Wilayas de : Adrar, Béchar, Tamenghasset, Ouargla, El Bayadh, Illizi, Tindouf, Tissemsilt, Naâma, Ghardaïa, Timimoun, Bordj Badji Mokhtar, Ouled Djellal, Béni Abbès, In Salah, In Guezzam, Touggourt, Djanet, El Meghair, El Meniaa | 20               | 3       | 60     |  |
| Wilayas de : Saïda, El Tarf, Khenchela, Aïn Témouchent | 4                | 4       | 16     |  |
| Wilayas de : Guelma, Souk Ahras | 2                | 5       | 10     |  |
| Wilayas de : Laghouat, Biskra, Jijel, Sidi Bel Abbès, El Oued, Tipaza | 6                | 6       | 36     |  |
| Wilayas de : Oum El Bouaghi, Bouira, Tébéssa, Annaba, Bordj Bou Arréridj | 5                | 7       | 35     |  |
| Wilayas de : Médéa, Mostaganem, Mascara, Mila, Aïn Defla, Relizane et Communauté nationale à l'étranger | 7                | 8       | 56     |  |
| Wilayas de : Béjaïa, Tiaret, Boumerdès | 3                | 9       | 27     |  |
| Wilayas de : Tlemcen, Skikda | 2                | 10      | 20     |  |
| Wilayas de : Chlef, Tizi Ouzou, Constantine, M'Sila | 4                | 11      | 44     |  |
| Wilayas de : Batna, Blida | 2                | 12      | 24     |  |
| Wilaya de Djelfa | 1                | 13      | 13     |  |
| Wilaya de Sétif | 1                | 15      | 15     |  |
| Wilaya d'Oran | 1                | 17      | 17     |  |
| Wilaya d'Alger | 1                | 34      | 34     |  |
| |                  |         |        |  |
| Total Algérie | 59               | -       | 407    |  |

## Organisation

### Bureau

#### Président de l'Assemblée populaire nationale
Le président de l'Assemblée populaire nationale a un rôle de direction des débats et d'organisation des travaux de l'Assemblée. Il est le quatrième personnage de l'État dans l'ordre de préséance lors des cérémonies protocolaires[réf. nécessaire], derrière le président de la République, le Premier ministre et enfin le président du Conseil de la nation.
Dans la procédure législative, le président ouvre et ferme la séance, anime les débats et fait appliquer le règlement. Il peut être remplacé dans ces fonctions par un des vice-présidents.
Il a de plus d'importantes prérogatives constitutionnelles : il nomme trois des neuf membres du Conseil constitutionnel ; il doit être consulté par le président de la République avant que celui-ci n'exerce certains de ses pouvoirs constitutionnels (comme la dissolution ou concernant les pleins pouvoirs en période de crise). Il peut en outre à tout moment saisir le Conseil constitutionnel pour vérifier la constitutionnalité d'une loi avant sa promulgation. Il peut également décider, avec le Bureau, de réformer le règlement et le mode de fonctionnement de l'Assemblée populaire nationale.
Le président de l'Assemblée populaire nationale est élu au début de la législature pour la durée de celle-ci.

#### Vice-présidents
Les neuf vice-présidents de l'Assemblée populaire nationale, dont la répartition est l'objet d'un consensus entre les différents groupes politiques qui désignent au préalable leurs candidats, ont essentiellement pour but de remplacer au perchoir le président de l'APN si celui-ci est empêché, avec un ordre successif de remplacement allant du premier au neuvième vice-président.

### Commissions

#### Commissions législatives permanentes
Les commissions permanentes ont un rôle important en matière de contrôle : elles peuvent procéder à des auditions et créer des missions d'informations. Elles peuvent contrôler, via des rapports, l'application des lois par le Gouvernement.

#### Commissions d'enquête
Chaque assemblée peut créer une commission d'enquête parlementaire par le vote d’une résolution. Elles sont formées pour recueillir des éléments d’information soit sur des faits déterminés, soit sur la gestion des services publics ou des entreprises nationales, en vue de soumettre leurs conclusions à l'assemblée qui les a créées. Il ne peut être créé de commission d'enquête sur des faits ayant donné lieu à des poursuites judiciaires et aussi longtemps que ces poursuites sont en cours. Si une commission a déjà été créée, sa mission prend fin dès l'ouverture d'une information judiciaire relative aux faits sur lesquels elle est chargée d’enquêter. Les membres des commissions d’enquête sont désignés de façon à y assurer une représentation proportionnelle des groupes politiques. Les commissions d’enquête ont un caractère temporaire. Leur mission prend fin par le dépôt de leur rapport et, au plus tard, à l'expiration d'un délai de six mois à compter de la date de l'adoption de la résolution qui les a créées.

### Groupes politiques
Selon le règlement de l'Assemblée nationale, les « députés peuvent se regrouper par affinités politiques » en groupes parlementaires. Ils doivent contenir au moins dix membres. Le groupe politique doit présenter lors de l'ouverture de la législature au président de l'Assemblée populaire nationale une déclaration politique signée par ses membres.
Les groupes décident, avec le président de l'Assemblée populaire nationale, des zones de l'hémicycle où ils siégeront. Ils sont ensuite seuls juges de la manière de répartir leurs membres et apparentés au sein de cette zone. Ils ont leur propre organisation et leur propre règlement intérieur, élisent en leur sein un président qui les représentera au sein de la Conférence des Présidents et qui disposera de plusieurs prérogatives importantes (comme la demande ou au contraire l'opposition à la création d'une commission spéciale, le droit d'obtenir une suspension de séance pour réunir le groupe, de demander le vote au scrutin public, d'appeler en séance à la vérification du quorum à l'occasion d'un vote, de préparer l'ordre du jour parlementaire mensuel propre à leur groupe, de proposer ou de s'opposer à l'engagement de procédures d'engagement simplifiées. Chaque groupe, en fonction de son poids numérique au sein de l'Assemblée, désigne ses représentants au sein du Bureau et des différentes commissions. Ils ont en plus, en fonction de leur taille, une subvention financière propre et disposent de bureaux et de salles pour se réunir.

## Historique des législatures
| Législature | Élections | Composition                                   | Présidence de l'Assemblée                                                   | Gouvernement                                                |
| --- | --------- | --------------------------------------------- | --------------------------------------------------------------------------- | ----------------------------------------------------------- |
| Constituante | 1962      | Composition de la législature constituante    | Ferhat Abbas                                                                | FLN (196) 100 % des sièges                                  |
| I | 1964      | Composition de la première législature (1964) | Hadj Mohamed Benalla                                                        | FLN (136) 100 % des sièges                                  |
| Reprise de la numérotation des législatures (contexte de la suspension de la constitution de 1963 puis de l'adoption de la constitution de 1976).                                                       |           |                                               |                                                                             |                                                             |
| I | 1977      | Composition de la première législature (1977) | Rabah Bitat                                                                 | FLN (272) 100 % des sièges                                  |
| II | 1982      | Composition de la deuxième législature        | Rabah Bitat                                                                 | FLN (282) 100 % des sièges                                  |
| III | 1987      | Composition de la troisième législature       | Rabah Bitat Abdelaziz Belkhadem                                             | FLN (295) 100 % des sièges                                  |
| Les élections législatives de 1991 sont annulées entre les deux tours de scrutin. Un Conseil consultatif national (1992-1994), puis un Conseil national de transition (1994-1997) sont en mis en place. |           |                                               |                                                                             |                                                             |
| IV | 1997      | Composition de la quatrième législature       | Abdelkader Bensalah                                                         | RND (156) - MSP (69) - FLN (62) 62,12 % des sièges          |
| V | 2002      | Composition de la cinquième législature       | Karim Younes Amar Saadani                                                   | FLN (199) - MRN (43) - RND (49) 74,8 % des sièges           |
| VI | 2007      | Composition de la sixième législature         | Abdelaziz Ziari                                                             | FLN (136) - RND (62) - MSP (52) 64,26 % des sièges          |
| VII | 2012      | Composition de la septième législature        | Larbi Ould Khelifa                                                          | RND (70) - FLN (221) 62,98 % des sièges                     |
| VIII | 2017      | Composition de la huitième législature        | Saïd Bouhadja Mouad Bouchareb Abderrazak Terbeche (intérim) Slimane Chenine | RND (100) - FLN (161) 56,06 % des sièges                    |
| XI | 2021      | Composition de la neuvième législature        | Ibrahim Boughali                                                            | FLN (98) - RND (58) - FM (48) - MEB (39) 59,70 % des sièges |

### Articles Connexes
- Politique en Algérie
- Chambre basse
- Liste des parlements actuels